# 加藤美雄
加藤美雄（かとう とみお、1915年9月2日 - 2000年6月16日）は、日本のフランス文学者。

## 人物・来歴
大阪府生まれ。京都帝国大学文学部仏文科卒。1962年「モーリス・セーヴ作品研究」で京都大学文学博士。大阪市立大学法文学部助教授、教授、1979年関西大学教授。86年退職。

## 著書
- 『ルネッサンスフランス文学史』（学生叢書）文化科学篇 日本科学社 1948
- 『モーリス・セーヴ作品研究』昭森社 1964
- 『フランス象徴詩研究』駿河台出版社 1990
- 『わたしのフランス物語 第二次大戦中の留学生活』編集工房ノア 1992.11
- 『続・わたしのフランス物語 第二次大戦中の留学生活』編集工房ノア 1994.4
- 『フランスの旅と文学』編集工房ノア 1997.3
- 『ドービニェと二〇世紀のフランス詩人たち』編集工房ノア 1999.5

### 翻訳
- ジヨアシヤン・ヂュ・ベレエ『フランス語の擁護と顕揚』仏蘭西文芸思潮叢書 白水社 1943
- バルザック『禁治産』大翠書院 1948
- ディドロ『盲人書簡』吉村道夫共訳、岩波文庫 1949.10
- 『マラルメ詩集』昭森社 1962
- 『マラルメ詩集』（世界の詩）弥生書房 1966
- 『マラルメ詩集 全訳』昭森社 1974
- 『マラルメ詩集』関西大学出版部 1987.3
- モーリス・セーヴ『デリ 至高の徳の対象』青山社 1990.8